# Плава линија (метро у Вашингтону)
Плава линија је брза транзитна линија метроа у Вашингтону која се састоји од 28 станица у округу Ферфакс, Александрија и Арлингтон; Вашингтон и округ Принца Џорџа и Мериленд. Плава линија иде од станице Franconia–Springfield до станице Largo. Линија дели колосек са Наранџастом линијом за 13 станица, Сребрном линијом за 18 и Жутом линијом за шест на истом сегменту и укупно седам. Само три станице (Franconia–Springfield, Van Dorn Street и Arlington Cemetery) су ексклузивне за Плаву линију.
Возови саобраћају сваких 10 минута током радних сати у шпицу, сваких 12 минута у радним данима ван шпица, и сваких 15 минута дневно после 21:30. 

## Историја
Планирање метроа почело је истраживањем масовног транспорта 1955., које је покушало да предвиди системе аутопута и масовног транзита који су довољни да задовоље потребе 1980. Коначни извештај студије из 1959. укључивао је две брзе транзитне линије које су предвиђале подземне железнице у центру Вашингтона. Пошто је план захтевао екстензивну изградњу аутопута у Вашингтону, узнемирили су становнике који су лобирали за савезно законодавство којим би се увео мораторијум на изградњу аутопута до 1. јула 1962.
Плава линија почела је са радом 1. јула 1977. са 18 станица.